# Ylemmäinen (sjö i Juga, Norra Karelen)
Ylemmäinen är en sjö i kommunen Juga i landskapet Norra Karelen i Finland. Sjön ligger 126,9 meter över havet. Den är 11,3 meter djup. Arean är 67 hektar och strandlinjen är 6,07 kilometer lång. Sjön  ingår i Vuoksens huvudavrinningsområde.   Den ligger omkring 52 kilometer norr om Joensuu och omkring 410 kilometer nordöst om Helsingfors. 
I sjön finns ön Arkkusaari. 